# Загорнутий пиріжок
Загорнутий пиріжок, турновер (англ. turnover) — це тип випічки, у котрій начинка викладається на шматку тіста, тісто складається, заліплюється, а потім випікається. Загорнуті пиріжки можуть бути солодкими або солоними, і їх часто готують як їжу на винос або десерт. Їх часто їдять на сніданок.
Зазвичай солодкі турновери мають фруктову начинку, готуються з листкового або пісочного тіста і покриваються глазур'ю; солоні турновери зазвичай містять м’ясо та/або овочі та можуть бути виготовлені з будь-яким типом тіста, хоча дріжджове тісто, зазвичай, є найпоширенішим у західних кухнях. Зазвичай їх запікають, але можна і смажити у маслі.
Солоні турновери часто продаються як напівфабрикати в супермаркетах. Солоні турновери з м’ясом або птицею, визначені як турновер у Сполучених Штатах (наприклад, Beef Turnover або Cheesy Chicken Turnover) мають відповідати стандартам ідентичності чи складу та містити певну кількість м’яса чи птиці .

## Назви
М’ясний або вегетаріанський пиріжок може називатись patty в південноазіатській та карибській кухні, наприклад, південноазіатський курячий пиріжок (South Asian Chicken patty), ямайський пиріжок (Jamaican patty). Це може бути pasty в Корнуєльскій кухні. У латиноамериканській кухні солоні турновери називаються емпанадами, їх можна запікати або смажити.

## Начинки
Розповсюджені начинки включають такі фрукти, як яблука, персики та вишні, м’ясо, як-от курка, яловичина та свинина, овочі, такі як картопля, брокколі та цибуля, а також гострі інгредієнти, як-от сир . Також можна знайти спеціальні версії, такі як дикий кролик і цибуля-порей .
У Сполученому Королівстві турновери зазвичай наповнюють печеними яблуками, але можна використовувати будь-які фрукти, як описано в Книга місіс Бітон про ведення домашнього господарства (Mrs. Beeton's Book of Household Management) .
Інший вид турноверу, кальцоне, зародився в Неаполі в 18 столітті. Традиційно готується з солоного хлібного тіста, випікається в духовці та фарширується салямі, шинкою або овочами, моцарелою, рікотою та сиром пармезан або пекоріно, а також яйцем .